# Artern
Artern là một thị xã ở huyện Kyffhäuser, Thüringen, Đức. Đô thị này có diện tích 24,05 km², dân số thời điểm ngày 31 tháng 12 năm 2006 là 6104 người. Đô thị này tọa lạc tại nơi hợp lưu của các sông Unstrut và Helme, cự ly 12 km về phía nam Sangerhausen. Tại đây có nhà ga tàu hoả nối với Erfurt và Sangerhausen. Dân địa phương nổi tiếng có John Christopher Kunze, nhà văn.